# Dipartimento di Cafayate
Cafayate è un dipartimento argentino, situato nella parte centro-occidentale della provincia di Salta, con capoluogo Cafayate.
Esso confina a nord con i dipartimenti di San Carlos, La Viña e Guachipas; e a sud con le province di Tucumán e Catamarca.
Secondo il censimento del 2010, su un territorio di 1.570 km², la popolazione ammontava a 14.850 abitanti, con un aumento demografico del 26% rispetto al censimento del 2001.
Il dipartimento, nel 2001, era composto da un unico municipio, quello del capoluogo.